# 拉達那哥欣王國
拉达那哥欣王国（皇家轉寫：Anachak Rattanakosin，國際音標：[āːnāːt͡ɕàk ráttanákōːsǐn]）为泰国历史范畴内的名词，用以称呼扎克里王朝统治时期内的君主专制政权，也称为拉达那哥欣时代。这一时期的权力中心曼谷大王宫位于曼谷拉达那哥欣岛，因而得名。其从1782年拉玛一世建立扎克里王朝开始，至1932年暹罗立宪革命止，共150年。此时期的正式国号为暹罗（RTGS：Sayam），于蒙固（拉玛四世）统治期间确立。
拉达那哥欣时代可依西方列强势力影响分为两个阶段。在第一阶段，暹罗国家较为稳定且倾向于扩张势力，不时与缅甸和越南为争夺局部霸权而爆发冲突。其于东南亚的实力有所增长，高棉、老挝、掸地和南方的馬來土邦都曾被暹罗纳入属国体系。英法等西方列强势力渗入东南亚后，暹罗国家地位遭到威胁，领土主权遭到侵蚀，不得不为维持独立而与外国周旋，同时主动引入西化改革、建立西式国家概念，逐步废除奴隶制、扩大教育体系，中产阶级随之产生，此即第二历史阶段。到20世纪30年代，王室的政治改革停滞不前而地位式微，最终导致立宪派人士发动革命结束君主专制，这也标志着拉达那哥欣时代的结束。

## 國號
拉達那哥欣所使用的正式國號爲「暹羅」（皇家轉寫：Sayam）。
漢字文化圈習慣把暹，與附近的國家羅斛合稱。印光法师：「唐时亦无暹罗之名，彼係两国：一暹国，一罗斛国，后併为一，遂名暹罗。」
「暹」之名自素可泰王朝時期就已出現。此後的阿瑜陀耶王國、吞武里王國和拉達那哥欣王國數個時期都使用「暹」作為國名，並為周邊國家所知。至拉瑪四世王在位期間，「暹」被確定為這個國家的正式國號。在同西方侵略者簽訂不平等條約的時候，使用的國號就是「暹」。
1939年6月23日，國號改為「泰王國」。此後曾於1945年9月8日改回「暹王國」，至1949年5月11日復改為「泰王國」並沿用至今。

## 歷史

### 建立

拉达那哥欣时代早期曼谷地图

1767年，阿瑜陀耶王国被入侵的缅甸貢榜王朝大军所灭，这个绵延400年的东南亚泰族强权正式灭亡，但暹罗很快便迎来复兴。华裔将领郑昭起兵反抗，他以东南部的庄他武里为据点，在一年内基本击退缅甸占领军，于吞武里的昭披耶河西畔建立政权，史称吞武里王朝。1768年他被加冕为达信国王，并很快将整个暹罗中部地区统一整合，1769年还一度染指高棉西部。在南方，他将领土扩展至远如槟城及登嘉楼之地，1774年更是西侵缅甸，占得清迈等兰纳土地。此战达信国王的主将名为通銮，是孟族后裔，且有华族血统。1778年通銮率军占领万象，纳琅勃拉邦为附庸，在东北方向的老挝诸国占得强权。
1779年起，与外事扩张的连捷相反，达信在本土因宗教事务遭遇内乱危机。他本人要求众僧侣授予自己须陀洹的位阶，激起暹罗佛教教派分裂，同华商及西方传教士的矛盾也渐渐凸显。1782年他下令通銮率军入侵高棉，但不料都城吞武里爆发叛乱，通銮旋即回国戡乱，反被叛军尊为新王。通銮进而掌权并将达信秘密处死，随后称王，在曼谷的拉达那哥欣岛建立新政权，史称扎克里王朝，名称源自通銮的封号扎克里，他本人也被后世称为拉玛一世。此即拉达那哥欣时代之开端。

### 拉瑪一世：扩张及战和
拉玛一世本人具有多重血统，包括孟族、泰族及华族，他重建了阿瑜陀耶王国风格的社会及政治体系，但也制定有全新律法，宫廷礼仪得到再次修缮，佛教僧侣获规范控制。政府分为六大部，由各亲王统理，其中之四持有封地：防卫部于南方、内政部于北方及西方、宝藏部于首都南方，勐部于首都近郊。余下两部为土地部及王宫部。军队由国王任命的第二王统辖。
缅甸人有鉴于暹罗在吞武里政权覆灭后的乱局，于1785年再度来犯。拉玛一世起初退防而将北部及南部地区拱手让给敌军，第二王则率军西进，于北碧附近战胜缅军，进而夺回战争主动，最终获得战争胜利。这也是缅甸人最后一次对暹罗的大举入侵。1792年暹军占领琅勃拉邦，将老挝大部纳入统治，高棉也逐渐屈服于暹罗势力。1809年拉玛一世驾崩，暹罗在他统治期间确立了东南亚的强权地位，麾下领土也较今日泰国更为辽阔。

#### 东侵越南
1783年，越南西山叛军攻占嘉定，阮王阮福映逃亡暹罗，征求拉玛一世派兵帮助，以期复国。1784年中旬，五万暹军士兵及300艘战船取道高棉抵越，两万军队进占安江，另外三万人于高棉着陆，并向芹苴进犯。随后暹军攻占嘉定，且对越南百姓犯下暴行。西山将领阮惠预料到暹军进犯，于瀝涔江和吹蔑江一带（今美湫附近）设下埋伏，又在河的北岸布置战船以增援步兵。1785年1月19日晨，阮惠派船队诈降，而暹军被胜利冲昏头脑，正中阮惠军下怀。阮惠军队杀掉手无寸铁的特使，冲入暹军阵中大获全胜，根据越南史料所载，暹军战船悉数沉没，仅余下千名士兵幸存撤回暹罗，此战史称瀝涔吹蔑之戰。

#### 缅甸来犯
就在暹罗在东面卷入越南乱局的同时，缅甸贡榜王朝国王波道帕耶也從西面率军来犯，因缅甸兵分九路入侵而被称为“九军之战”。缅军涌入兰纳及北暹，南邦亲王率军迎战，迟滞了缅军的攻势，但始终无心恋战以期曼谷军援。彭世洛陷落后，拉玛一世也赶至北方前线挥师增援南邦而使之免遭洗劫。在南线，波道帕耶在北碧三塔关進窺，第三王阿努拉特韦奉命南下阻截正取道拉廊进犯洛坤的缅军。
缅军还企图攻占塔廊（今普吉一带），但遭到当地双雌穆（Mook）和占（Chan）的抵抗，二人带领当地百姓成功保卫了塔廊。如今占和穆仍因抗缅事迹而被尊为民族英雌，以拉玛一世封号贴嘉莎芝和席顺通为世人所知。缅军南抵宋卡后，博他仑府尹闻信脱逃，一位名为披摩诃（Phra Maha）的僧人带领百姓反抗，而亦取得胜利，事后披摩诃本人也被拉玛一世封为贵族。
在军队大受损失之后，波道帕耶决定撤退，但翌年再度来犯，不过仅派一路大军。缅军再度通过三塔关，驻扎于他丁登（Tha Din Daeng），第二王率暹军正面交战，缅军迅速落败，史称他丁登之战。

#### 经济、文化和宗教

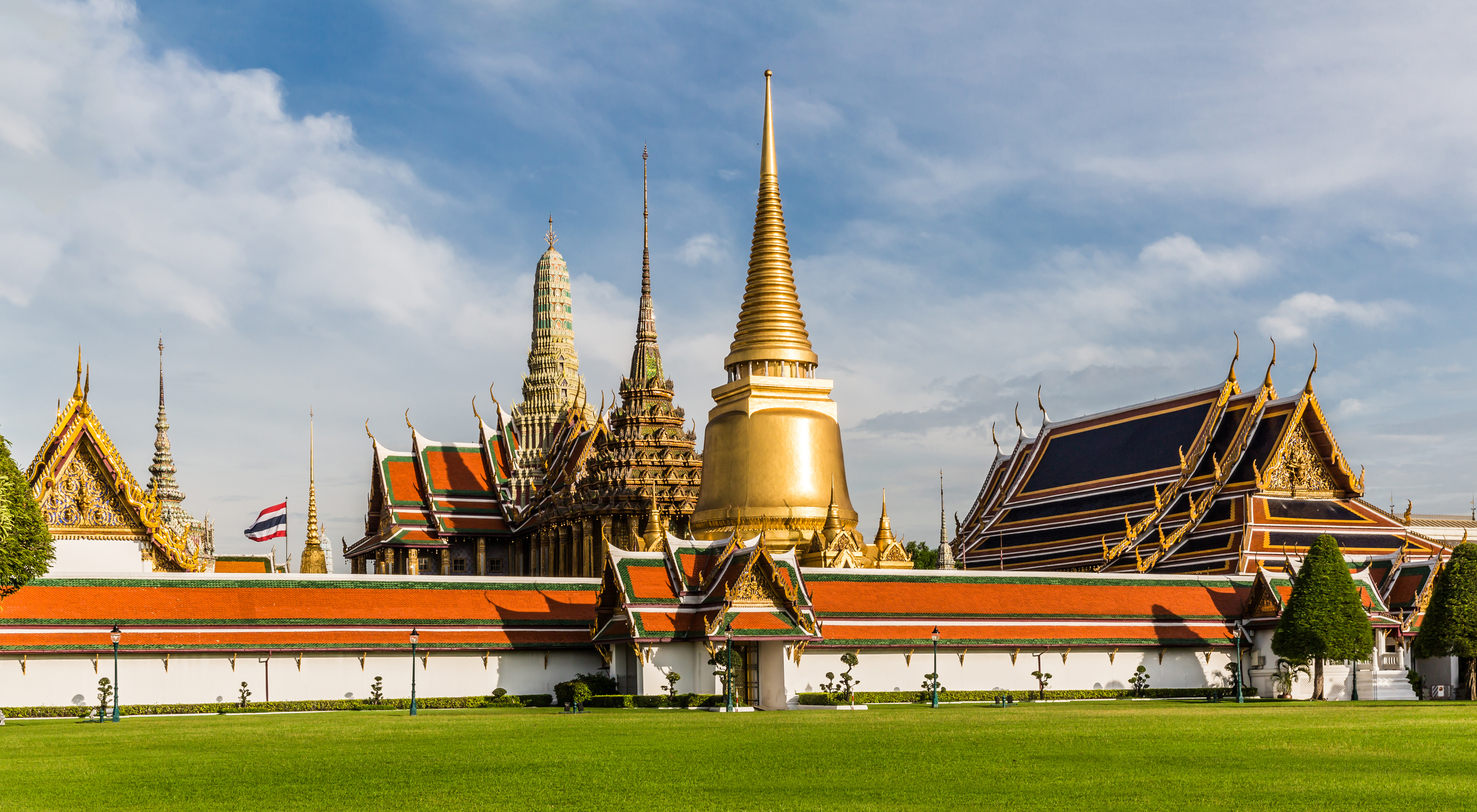
自大王宫外缘拍摄的曼谷玉佛寺。玉佛寺是拉玛一世时期众多建筑成就之一

拉玛一世沿用了达信王为刺激经济允许华人移民的政策，华人移民增多，其中又以华商居多。此后抵暹的西方探险家曾称曼谷“满是大大小小的中国戎克船”。
拉玛一世自吞武里迁都，另建新城，亦即曼谷城。在建城前夕，他亲自监督了王宫和玉佛寺的建设。都城建成以后，拉玛一世下令举办了迁都仪式。1804年，拉玛一世决定编纂三章法，包括许多旧式阿瑜陀耶王国风格法令:9, 30。他还在政府制度和彰显王权的礼仪方面推行了改革。
拉玛一世还重新界定了自阿瑜陀耶王国覆灭后就废弛了的僧侣戒律，规定那些希望修行以深造的僧侣们需要谨守戒律。拉玛一世同时强调对佛陀的虔诚，摒弃泰國原先的泛靈信仰和祖先崇拜信仰:221-222。
拉玛一世还任命僧王，负责在僧伽间执行国王对于佛教界的旨意:222。拉玛一世鼓励翻译巴利文经典，并致力于寻找1767年缅甸洗劫阿瑜陀耶后流散的经卷。《罗摩衍那》史诗的《拉玛坚》泰文版本也是在拉玛一世统治期间经他亲自钦定的:221。
拉玛一世还试图和基督徒修好，达信时期被驱逐的传教士被重新请回。由于教堂被保护而获得信仰自由，自此当地天主教人口开始平稳增长至上千。

### 拉瑪二世：安定和发展
拉玛一世之子帕佛陀洛罗那帕莱（拉玛二世）统治年间基本保持了和平和安定，而少有波澜。扎克里王朝的子嗣完全控制了暹罗政府，拉玛一世的儿女就有四十二人，第二王儿女有四十三人，拉玛二世又有子嗣七十三人，用以维持官僚体系的王族人手充足无虞。而邻国越南在此期间国力有所增长，在1813年控制了高棉，导致暹越对峙，但这时期来自于西方势力的威胁有所增加。
1786年不列颠东印度公司占领槟城，1819年建立新加坡，英国逐渐取代荷兰和葡萄牙，成为影响暹罗政治和经济的主要西方国家。英国商人对于暹罗由王室垄断的商业系统颇为不满，认为他们随意的税收政策有碍于自身商业。1821年，东印度公司的黑斯廷斯侯爵派特使约翰·克劳福同暹罗商讨贸易合约。
拉玛二世热爱文学，他本人也是一名诗人，也因此得名“诗王”，多次授予著名诗人顺通铺贵族头衔。顺通铺又被称为“醉酒作家”，著名的作品包括《披阿派玛尼》，是关于人鱼传说的叙事史诗。拉玛二世在位时期以当时的新写法重写了拉玛一世时期的众多文学作品，对《拉玛坚》的改编也为后世流传，此外也创作有《桑通》（Sang Thong）等舞剧。拉玛二世在小提琴音乐方面也颇有造诣，引入了新的演奏技法。此外，他还是一名雕刻家，据称他将黎明寺主佛塔加建至70米，还雕刻了黎明寺其中一尊佛像的面部。由于其艺术成就，拉玛二世的诞辰现如今被泰国政府定为国家艺术家节，以纪念那些为王国文化遗产做过贡献的艺术家们。

### 拉瑪三世：同西方列强往來
拉玛二世在1824年驾崩，拉玛三世南告即位。拉玛二世另外一个较小的儿子蒙固被“鼓励”出家，以促使其淡出政治界。1825年英国派特使亨利·伯尼出使暹罗，此时英国已经占领了缅甸南部，并正逐步蚕食马来亚领土。拉玛三世不愿屈服于英国的要求，但其顾问警告道，若暹罗不满足英国要求，恐怕难逃缅甸式厄运。1826年，暹罗和西方签署了其史上首个商业条约，即《伯尼条约》，同意建立统一税制，给予外国人减税特惠，并适度减轻王室对商业的垄断。暹罗贸易进而发展迅速，曼谷迎来众多新外商，西方文化也开始在暹罗传播开来。暹罗王国利用贸易利润加强了军队建设。
1827年昭阿努于老挝起事，被暹军挫败，暹罗进而几乎将万象城摧毁，强制当地人口内迁至依善地区，并细分老挝勐地，以阻止反叛。暹罗还在1842年至1845年同越南交战，占得上风，从而重建对高棉的统治。拉玛三世在位期间大修卧佛寺，进行了大规模扩建。1840年，英国和清朝爆发第一次鸦片战争，这意味着西方势力已经足够强大，以至于包括暹罗在内的众多亚洲独立国家都面临着灭国威胁。1850年，英国和美国派特使至曼谷，要求废除一切贸易限制，建立西式政府，并寻求外籍人员的法律赦免权，被暹罗政府拒绝。拉玛三世弥留期间曾说：“无论是和缅甸还是和越南的战争都将不复存在，存在的只会是和西方人的战争。”
拉玛三世统治期间，华商的地位有所提升，而华人农民也试图到暹罗营生。暹罗王室乐于华人对商业的促进，甚至任命华商以政府官职。中国文化在此期间被暹罗接纳，许多汉语经典被华族官员翻译为泰文。事实上暹罗和中原王朝基于朝贡往来的关系本就十分稳固。
拉玛三世将身为僧侣的弟弟蒙固定为继承人。蒙固在此期间从法美传教士和英国商人处接受了西式教育，习得英文及拉丁文，钻研数学和理学。传教士希望他改信基督，但蒙固是坚定的佛教徒，且怀有暹罗民族主义思想。他希望在即位后利用习得的西方知识来推行暹罗的近代化改革。1851年蒙固即位，着手改革。

### 拉瑪四世：西化思想启蒙
蒙固在1851年即位（日后被其孙瓦栖拉兀追尊为拉玛四世），他决心不让暹罗落入殖民的厄运，因而致力于推行近代化改革。但尽管处于君主专制框架下，蒙固的权力最初也因长期远离政治界、无王公支持基础而受到限制。他的第一桩改革事关行政管理体系及债奴、妇女地位，被下属破坏。蒙固及其亲信倾向于亲英，并不谢绝西方渗透。为了显示暹罗并非“野蛮”国家，他下令贵族易服。1855年，港督宝宁爵士抵达曼谷，以武力逼迫暹罗推行部分贸易自由化改革，蒙固选择同意并与其签署了《宝宁条约》。《宝宁条约》规定暹罗将几乎所有商品的进口税都修订为3%，同时解除王室对商业的垄断，并授予英国公民治外法权。其他西方国家也很快和暹罗签订了类似条款。另外，由于察觉到清朝的衰落以及对于两国间不对等关系的不满，蒙固还下令中止了暹罗的对华朝贡。
蒙固坚信对于暹罗国家主权的威胁仅仅来自于法国，而非英国。英国更感兴趣于商业贸易，而法国人希望建立殖民帝国。法国人在1859年攻占越南西贡，1868年在越南南方和东柬埔寨建立了保护国。蒙固希望以商业特权换取英国人对于暹罗抵抗法国入侵的协助。而英国人的意图也正如蒙固所想，他们将暹罗看作可以利用的缓冲地，可以避免英法在印度支那的直接交锋。
蒙固在宗教方面的贡献是创立了法宗派，将佛教教义严格化，袪除民间宗教及迷信成分，要求僧侣一天只吃一顿饭，且须是化缘得来。布旺尼威寺因而成为法宗派僧侣的活动中心，其特殊地位也延续至今。此后法宗派信仰迅速传播，从最初的两个寺院传播至远如老挝柬埔寨之地。

### 拉瑪五世：近代化改革

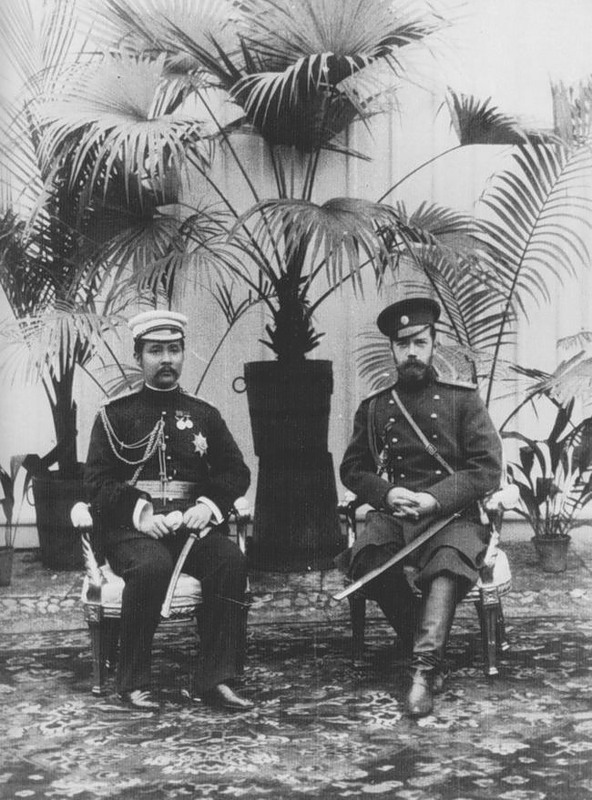
朱拉隆功和俄国沙皇尼古拉二世在圣彼得堡的合影，摄于1897年

蒙固于1868年驾崩，其年仅15岁的儿子朱拉隆功（拉瑪五世）即位，日后被其子瓦栖拉兀追尊称拉玛五世，因其卓越成就而得名“大帝”。朱拉隆功接收过完整的西式教育，其和私人女教师安娜·李奥诺文斯的故事被改编为百老汇歌剧《国王与我》。起初朱拉隆功并无实权，而由保守派摄政王西·素里亚翁摄政，直至1873年逐渐掌控实权。朱拉隆功成立了西式的枢密院和国务院，并逐步废除奴隶制及债役限制。
起初王室贵族对朱拉隆功的改革并不感冒，但随着接受过西式教育的王公逐步掌权，改革阻力也逐渐减轻。朱拉隆功任命亲信扎格帕滴蓬亲王为财政大臣，委任丹龙亲王负责内政及教育，连襟德瓦旺萨亲王为外交大臣。1887年德瓦翁出访欧洲学习政府管理。朱拉隆功听取德瓦旺萨亲王的建议，建立了内阁、审计署和教育部。朱拉隆功还解除了清迈地区的自治地位，并在军队实行近代化改革。
1893年法属印度支那殖民当局蓄意挑起危机，法国炮艇游弋于曼谷附近，威逼暹罗割让湄公河以东的老挝领土。国王寻求英国帮助但被告知应屈从要求，因而被迫依从。英国仅出面同法国签署协定，以保证暹罗余下领土的完整，而作为回报，暹罗也放弃了其对掸邦的领土声索。但法国随后继续向暹罗施压，在1906年挑起另一场危机，此番暹罗被迫同意将湄公河西畔的琅勃拉邦、占巴塞和西柬埔寨割让予法国；为换取英国制衡，1909年暹罗同意依《1909年英暹条约》割让吉打、吉兰丹、玻璃和登嘉楼。尽管这些领土本就未得到暹罗政府的全面统治，但这无论如何对于国王和王国来说，也是一种耻辱。美国史学家大卫·怀亚特称朱拉隆功在1893年危机后处于“精神和健康的双重损伤”之中，国家也从“大暹”缩小为“泰族土地”，这也成为后来国号更改的起因之一。
尽管在外交层面连失城池，暹罗在内政改革方面却开起快车。国家体制由完全的君主专制政体逐渐过渡至集权形式的近代国家，铁路和电报网络将内地和边陲联系起来，货币同金本位挂钩，并建立了完备的税收系统，取代了旧时的苛税徭役。但是暹罗改革最大的问题是公务人手的短缺，政府不得不雇佣外国人，等待近代学校培养的人才取代其位置。到1910年朱拉隆功去世时，暹罗已经接近成为半西化国家，并且免于殖民统治的亡国命运。

### 拉瑪六世：向现代国家过渡
作为朱拉隆功改革成果之一，暹罗的新式王位继承法令王太子瓦栖拉兀（拉瑪六世）顺利登基，并自称拉玛六世。瓦栖拉兀在英国桑德赫斯特皇家军事学院和牛津大学完成学业，是一位英格兰化的爱德华时代绅士，1902年曾出访游历哥本哈根。
暹罗随着西化改革推行，出现了受西式教育的王公贵族和黎民百姓间巨大隔阂的问题。要凭借教育系统拉近隔阂、令西式思维完全渗入官僚体系和军队，又将花费二十年的时间。尽管朱拉隆功王推行过政治改革，暹罗仍是君主专制国家，国王为内阁首脑，管理诸位王公大臣。瓦栖拉兀虽然确实意识到国家不应仅仅属于王室贵族，但并不迷恋西方民主。他依英属印度之例，增加同公众的接触，并举办各种王室庆典。瓦栖拉兀在位时期不顾财政负担，继续推行着朱拉隆功在位时期未完成的改革进程，加速基础设施建设，铺设公路、铁路、桥梁，设立医院和学校，政府不惜花重资用于教育普及。瓦栖拉兀任命王公管理他重新设计的“蒙通”（意为“圈子”）行政区划体系，监督当地行政事务。他制定了新的姓氏法，让一般国民也拥有了姓氏。
瓦栖拉兀成立了“野虎军团”（ Kong Sua Paa），是为暹罗百姓组成的准军事团体，以支持公共建设事务。其成员由国王亲自挑选，因此也成为国王选拔能臣爱臣的间接方式。起初野虎军团成员悉数出自国王的随从及侍卫人员，但随后也逐渐有其他背景的人士加入。他还成立了专门的童军分部，也是现今泰国国家童军组织的前身。瓦栖拉兀认为这是同国民建立紧密联系的重要途径，花费大量精力支持其发展。关于野虎运动，德国观察家于1911年写道：“这是一个身着黑色制服的志愿团体，实行军事化训练，但是并没有武器。英国童军显然是他们的范例。在全国上下，即使是最偏远的边陲，这些组织正在陆续建立起来。人们几乎没办法辨认出这些冷漠而寡言的暹罗人。”1927年该组织逐渐消亡，但此后改组成防卫志愿团，又称乡村童军（ลูกชาวบ้าน；RTGS：Luksuea Chaoban）。
瓦栖拉兀在位时期的政府风格和朱拉隆功在位时期有所不同，但是最初瓦栖拉兀保留了朱拉隆功在位时期的内阁团队。这个团队正是朱拉隆功国王改革的关键团体，暹罗的学校、医院和铁路改革，以及免费接种天花疫苗的政策等，都要归功于这些元老。人员更替和权力交接在不久后开始，1915年已经有半数内阁成员发生变化，典型的例子是昭披耶裕马拉，他取代了老迈的丹龙亲王所辖的内政大臣职务。丹龙亲王辞职的原因是身体健康问题，但实际上他和国王之间的矛盾也是原因之一。
瓦栖拉兀在位期间试图起草宪法，但鉴于暹罗百姓法律意识的欠缺、教育远未普及，他并不准备立即实行，仅作为理想方向。1916年暹罗引入高等教育。瓦栖拉兀以英国伊顿公学为模板设立了瓦栖拉兀公学，以英国牛剑为模板设立了泰国首座大学——朱拉隆功大学。
1917年暹罗向德意志帝国和奥匈帝国宣战，参加第一次世界大战，亦向欧陆战场派遣了远征部队。暹罗参战使得其在巴黎和会中保有一个战胜国席位，外交大臣德瓦翁借此要求废除19世纪同列强签订的不平等条约，以期获取完整主权。美国在1920年接受提议，而英法也在1925年同意。尽管此次外交胜利为国王赢取了大众的支持，但是国王的声誉因为其他事件有所损害。例如其奢侈的生活作风，民众对于其无嗣甚至绝嗣的担忧，以及国王对于男性伴侣的偏爱（和绝嗣相比并不那么重要）。1925年，瓦栖拉兀突然离世，年仅44岁。他的弟弟巴差提朴即位。

### 拉瑪七世：民主轉型

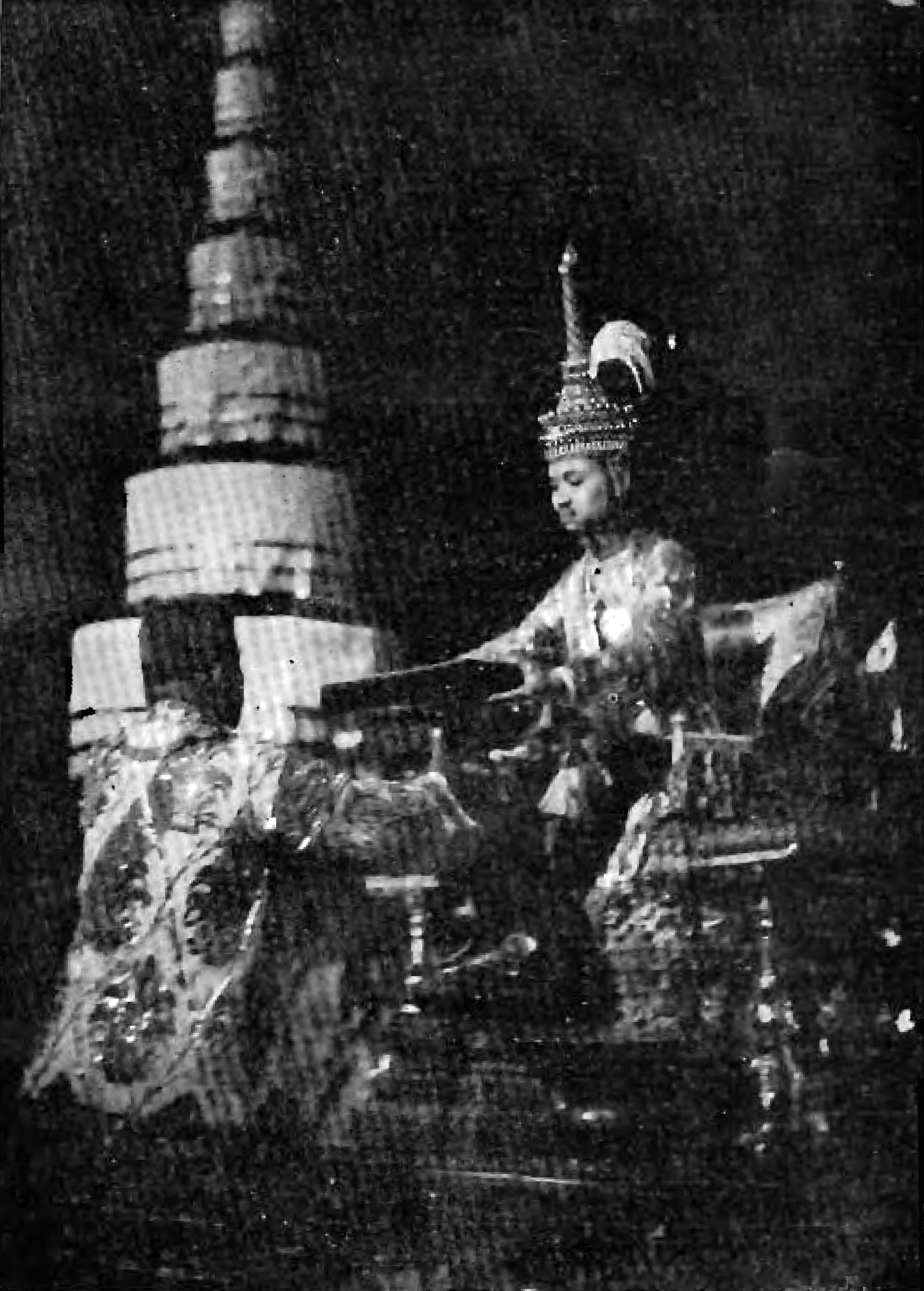
1932年，国王巴差提朴在阿南达沙玛空皇家御会馆签署新宪法，同意实施君主立宪制

巴差提朴（拉玛七世）意外成为了新的暹罗国王。巴差提朴天资聪颖，善于外交辞令且富于魅力，谦虚好学。尽管他的即位不是那么的名正言顺，但是他的才能也能胜任一国之主的地位。和他乐于享乐的哥哥不同，巴差提朴几乎会读完手边从大臣意见书到百姓请愿书在内所有的国家文件，他在半年内完成了新一轮人事任免，瓦栖拉兀在位时期的十二位大臣中，仅有三位大臣保住了职位。其余职位被新的王室成员接替。巴差提朴显然希望通过人事任免来和先前不那么受欢迎的统治机器划清界限，他给出的答案是朱拉隆功时代风格政府的复辟。
尽管瓦栖拉兀有过不少成就，但是财政赤字问题始终是他难辞其咎的失误，他的弟弟面临的是一个收支失衡、预算亏绌，王室账户欠债累累的君主专制国家，而这样的情况在全世界也并不罕见，因为当时正是经济大萧条的年代，只不过暹罗方面的起因显得具有更多的王室色彩。巴差提朴挽救颓局的第一步从政治开始，他建立了颇具朱拉隆功风格的最高委员会，由清一色的王室元老组成，包括在朱拉隆功在位时期就担纲内政大臣的丹龙亲王。国家最高委员会垄断了政府事务，且努力补救瓦栖拉兀在位时期的失误，但是无论成绩，这样一个王室机关并不受所有人的青睐。凭借最高委员会的帮助，巴差提朴在经济领域重建了稳定的秩序，但代价是削减公务人员、降低官员薪资水平，巴差提朴也因此遭到部分官员的杯葛。随后巴差提朴开始致力于起草宪法，计划设立议会来容许百姓步入统治机关，但其草案被他的王室顾问否决。元老们仍然认为国民还没有实行民主制度的基础。

#### 立宪革命
1932年，暹罗受经济萧条冲击，最高委员会决定削减开支，其中包括军费。巴差提朴预见到此类政策带来的不安隐患，军队的不满尤甚，他召集部分官员召开特别会议，阐述理由。他在会议中说道：“我自己对于财政毫无了解，我能做的只是听取别人的建议，选择最优的一个……如果我有失误，我活该被暹罗人民处死。”这样的话语在暹罗历史上属于破天荒的一次，他的话语在口头传达中被曲解为求和、妥协之意，是对现有君主专制失败的承认。很快首都陷入混乱之中，4月国王被迫同意制定新宪法，同总理分享权力。但是军方激进派仍不满足，曼谷卫戍部队在6月24日国王外出度假时完成政变夺权，领导者是包含49名军官的人民党，其中包括后来驰名泰国政坛的銮披汶·颂堪和比里·帕侬荣。在人民党接管政府的宣言中，比里严辞批评了巴差提朴的统治作风：
致全体国民，
这位国王接替他的哥哥时，人们希望他能带来安定的统治。但是……国王将他的权力像从前一样凌驾于法律之上。他不顾国民意见，毫不明智地将皇亲国戚和走狗们安插于关键职位，罔顾官僚滥用职权……他给予王室人员以特权，凌驾于国民。他的统治毫无原则。看看经济的萧条和困难，看看政府视民如草芥，看看国民肩上沉重的赋税，看看国王挥霍掉的无数金钱……他把国事抛在脑后。人民党不希望攫取王位，希望国王继续在位，但是为了国家的治理，必须将王权置于宪法之下，没有国民代表的首肯，永不能独立决策。如果国王拒绝，或者在规定时间内没有答复，那么将被视为叛国，如此一来，国家就将需要建立一个共和政府。
政变者成立了君主立宪制政府，给了国王两个选择：把权力交给议会继续做国王或者直接退位，巴差提朴选择了保留王位。至此，暹罗绵延近八百年的君主专制正式走到尽头。其中的拉达那哥欣时代共延续了150年，扎克里王朝的统治则延续至今。

## 宮廷政治

### 君權
暹罗有着君主专制传统，君主掌控立法、行政、司法权。拉玛一世至三世统治时期，基本继承了阿瑜陀耶时代的“神王”观念。神王崇拜源自吴哥-高棉的婆罗门教传统，君主被视为在世天神，并借由罗阇毗西迦（Rajabhisekha）仪式加冕，确立其身份。暹罗君主对于其治下臣民拥有绝对权力，被奉为生命之主、土地之主。君主持有全部土地，并将之分配予臣民。君主有权按自身判断处死臣民。君主的命令称为拍拉差翁甘（圣王令，Phra Ratcha Ongkarn），首都称神京（Krung Thep）。暹罗君主亦有“轉輪王”的称号，既是百战百胜的天下之主，又是维护律法的正义之主。君主不受任何法律的限制，但一位贤明的君主需恪守十王法，即施舍、持戒、布施、正直、温和、克己、不嗔、忍辱、不害、正见，需按法論管治臣民。君主是国家唯一的立法人，其谕旨王令即是法律，但不应逾越论法及习俗的限制。拉玛一世则用佛教概念为其王政提供法统支撑，1804年三印法以佛教的法王概念解释暹罗的王政。
君主被奉为在世天神，在御前会议上高高地坐在王座上，大臣则双手合十跪地，不直视国王，不著上衣。与王族交谈需使用高阶的拉差沙话（Rachasap），这种语体使用大量源自巴利语和高棉语的高级词汇。与君主对话时，臣民应自称为圣主佛陀之仆（Kha Phra Phutthachao），称君主为“圣足微尘之下”（Taifa La-ong Thuli Phrabat）。君主出行时，平民会返回室内，关好门窗，万不可直视君主。拉玛二世统治时期，曾有一位老妇因直视国王，按照刑罚，双眼遭卫兵用泥丸射击，拉玛二世因此要求停止此刑罚，但不直视国王已是一种广受遵循的传统。
四世王蒙固即位后，致力于革新传统的君主观念。蒙固曾出家为僧27年之久，亦对西方世界有所了解。考虑到西人视赤裸上身为野蛮行为，他在即位前即要求官员在正式场合穿上上衣。蒙固将其加冕日定在和卫塞节同一天，以此强调佛教的政治地位。他也积极公开露面。1857年，蒙固下令废除泥丸射眼之刑，并且鼓励平民在国王外出时走出家门膜拜国王。

### 登基典禮

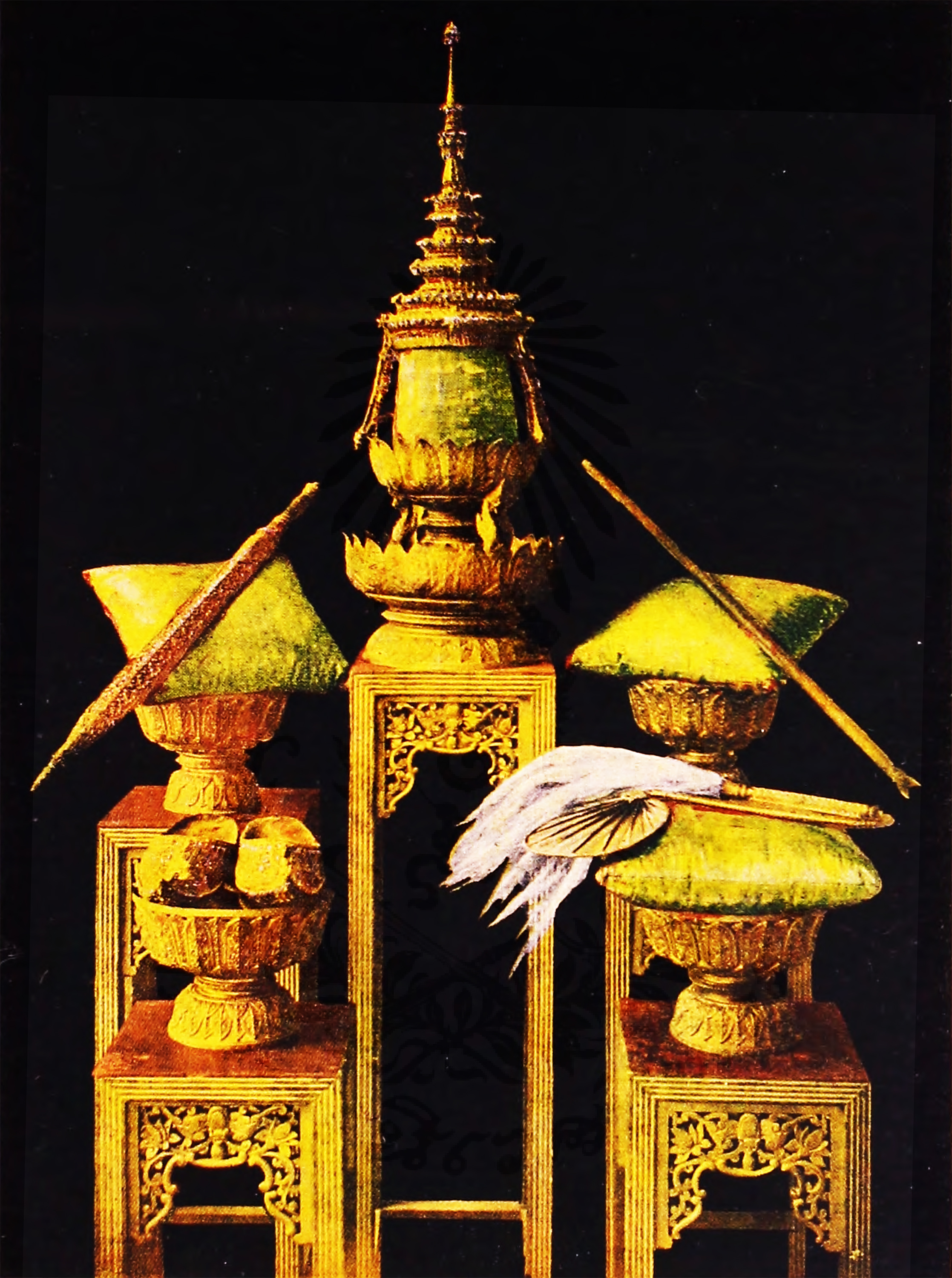
泰國宮廷的五件禮器

暹羅登基儀式被稱作「Rājyābhiṣeka」，源自於古印度吠陀時期的傳統，傳承自「Rajasuya」的傳統，其中「Rājyā/Raja」一詞是指國王，即拉惹；「bhiṣeka」則是指「沾聖水」。每每有新泰王登基之時該典禮也會進行，主要為宮廷婆羅門所負責。儀式進行時，新上任的泰王會先沐浴洗去身上污垢，然後由婆羅門祈禱並為泰王灑聖水祝福，其中聖水乃是由素攀武裏府的五條河流和四個聖池取得。之後，泰王安坐寶座（Bhadrapita）上，由宮廷婆羅門或國師（Phra Maha Rajaguru）以淡米爾語念誦咒語，祈請濕婆神自「天國」下凡祝福並融入泰王身中。隨後，宮廷婆羅門給泰王登基儀式的服飾和禮器，代表其統治的正統性：
- 九層王傘（英语：Royal Nine-Tiered Umbrella）（นพปฎลมหาเศวตฉัตร）
- 勝利寳冠（英语：Great_Crown_of_Victory）（พระมหาพิชัยมงกุฎ）
- 勝利寶劍（英语：Sword of Victory）（พระแสงขรรค์ชัยศรี）
- 禮鞋（ฉลองพระบาทเชิงงอน）
- 權杖（ธารพระกร）
- 扇和拂

## 政府

### 中央政府
暹羅建國之初繼承了大部分來自前朝大城王朝的官僚體系。暹羅官僚系統大體分爲六部。其中就有作爲政府首腦的兩位三無訶（皇家轉寫：Samuha）：
- 三無訶那育（皇家轉寫：Samuha Nayok），處理暹羅北部地方性及内政部（皇家轉寫：Mahatthai）的事務
- 三無訶迦羅洪（皇家轉寫：Samuha Kalahom），負責暹羅南部地方性和軍事部（英语：Ministry of Defence (Thailand)）事務

在其才有下轄的四個部門（皇家轉寫：Chatusadom，四國柱），分別為：
- 治安部（皇家轉寫：Krom Vieng），是負責治安的部門，統領每個府市的警察。
- 宮廷部（皇家轉寫：Kromma Wang），是負責宮廷禮儀事務的部門。
- 財政部（皇家轉寫：Krom Khlang），是負責國庫、經濟和貿易事務的部門
- 農事部（皇家轉寫：Krom Na），是負責農業和糧食分配的部門。

再者還有管理國家其他事務的部門，分別下列：
- 徭役部（皇家轉寫：Krom Suratsawadi），是負責徭役和徵兵的部門。
- 部庫部（皇家轉寫：Phra Khlang Maha Sombat），是負責皇室衣食起居的開支事務的部門，專為宮廷經濟服務。
- 宗教部（皇家轉寫：Krom Sankhakari），由於暹羅是以佛教為國教的國家，因此宗教部主要只是服務於全國各地的佛教寺院的事務。

### 地方政府
地方政府是由中央政府委任代理統治和處理暹羅本土諸府地方性事務的代表。暹羅的行政區劃有四級，下列：
- 都城（皇家轉寫：Muaeng Ek），是暹羅本土最大的行政區劃，也是行政中心。暹羅大致可以被劃分爲南北兩個部分，因此行政上擁有兩個都城。南暹羅的京城在當時則是位於克拉地峽中心的洛坤府，也是三無訶迦羅洪的轄區[74]；北暹羅的都城則是呵叻，也是三無訶那育的轄區。[註 3]
- 城鎮（皇家轉寫：Mueang Tho）
- 鄉鎮（皇家轉寫：Mueang Tri）
- 準鄉（皇家轉寫：Mueang Chattawa）

每個行政區域都擁有各自的政府首腦。都城總督（府長）通常是「昭帕耶」（皇家轉寫：Chao Phraya）爵位，其乃是負責各個地方官僚機構的統領。都城總督之下乃是副總督，稱之為「帕叻」（皇家轉寫：Palat）或「都迦叻」（皇家轉寫：Tukkarat）。都城總督（府長）通常由在當地享有名望的家族世襲擔當，其中最勝者就有世代統治拉廊府和董里府的許氏家族。

### 藩屬國

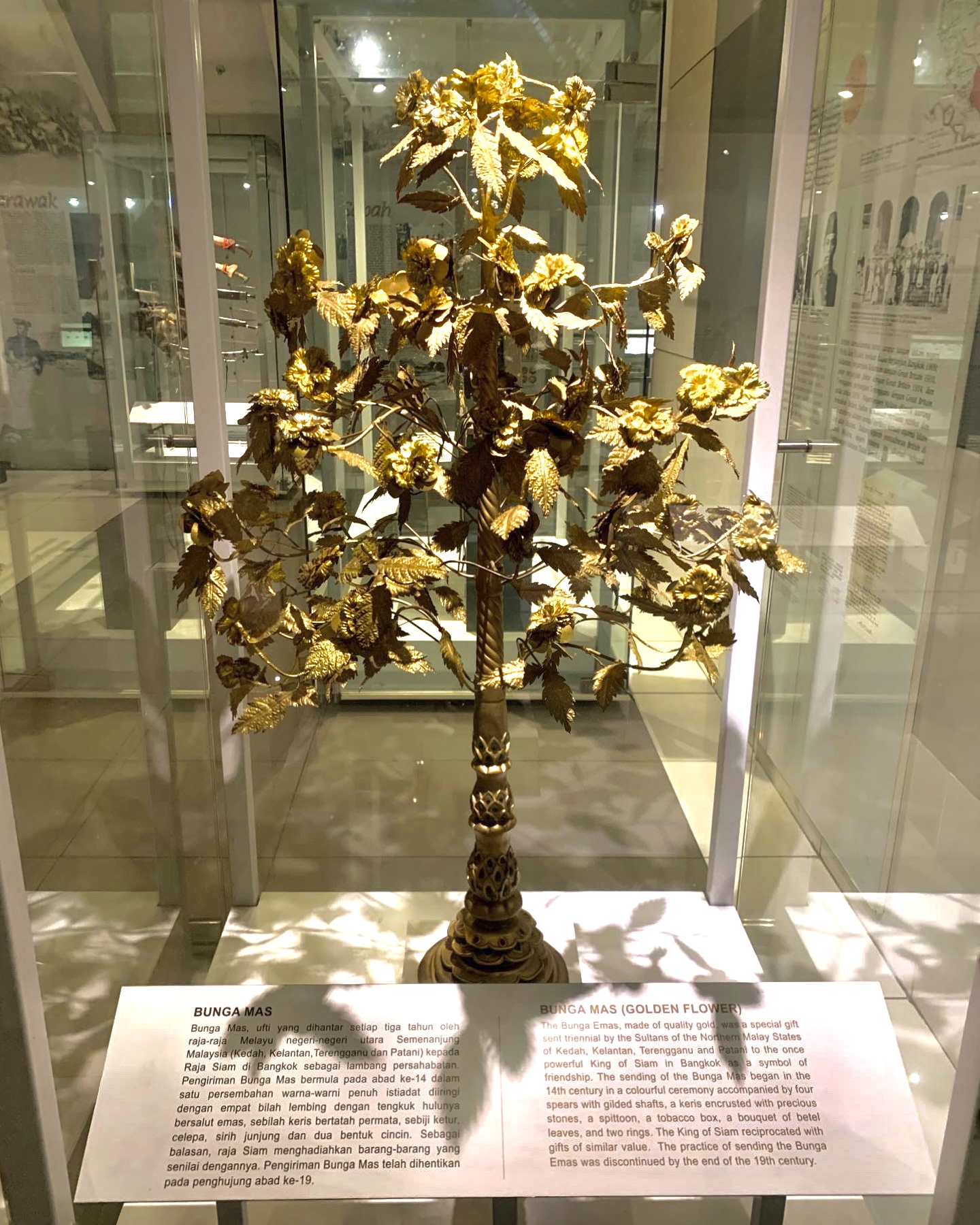
金銀花（Bunga Mas dan Perak）是暹羅藩屬國必須向暹羅三年一貢的貢品，此貢品多為馬來半島北部諸國所製，因其地多產如黃金、錫礦等礦產故。

隨著暹羅在東南亞的勢力日益强大，許多充斥在東南亞印度支那半島和馬來半島的主權國家爲其所臣服。但由於暹羅的中央集權政治模式，在其周邊向其臣服的國家，法律上置於其下，政治上與暹羅中央政府綁定，但實際上仍保留其自治，即其朝貢國（皇家轉寫：Prathetsarat），此類國家仍然還保留其文化傳統而不爲宗主國之文化所滲透。
多數為暹羅稱臣，爲其藩屬的國家為暹羅中央政府要求必須每隔三年定期贈送金銀花和其他當地資源：諸如錫礦、黃金等礦產；甘蜜、丁香等香料，稻米等食源；藤、燕窩等自然資源。在暹羅與其他國家戰爭時，藩屬國還被要求派兵幫助暹羅參戰。暹羅藩屬國為下列：
- 景邁國，當時是徹董王朝（英语：Chet Ton dynasty）治下之國，泰北清邁府、南邦府和南奔府在當時至於其下。
- 寮族三國，是指向暹羅稱臣的三個寮族王國，原屬南掌國，分別是：琅勃拉邦國、萬象國、占巴塞國
- 依善諸國，是指今泰國依善地區（泰東北）的諸酋長國，與暹羅中央政府形成曼荼羅體系。
- 高棉王國，由吳哥在15世紀晚期走向衰弱，最終為暹羅與緊鄰的大越國所分治。
- 馬來本島諸國，多是在滿剌加和柔佛衰弱後獨立出來的馬來蘇丹國，主要在今北馬和泰南地區，有北大年、吉打（包括沙頓（英语：Kingdom of Setul Mambang Segara）、玻璃市和古邦巴素）、吉蘭丹、登嘉樓（包括勿述國（英语：Kingdom of Besut Darul Iman））。

都城總督（府長）通常也代表暹羅官方接受納貢。北暹羅呵叻府總督負責監管寮族三國；南暹羅洛坤府總督負責吉打（包括沙頓、玻璃市和古邦巴素）、吉蘭丹；另外還有宋卡府總督吳氏家族負責登嘉樓（包括勿述國）和北大年。

## 律法

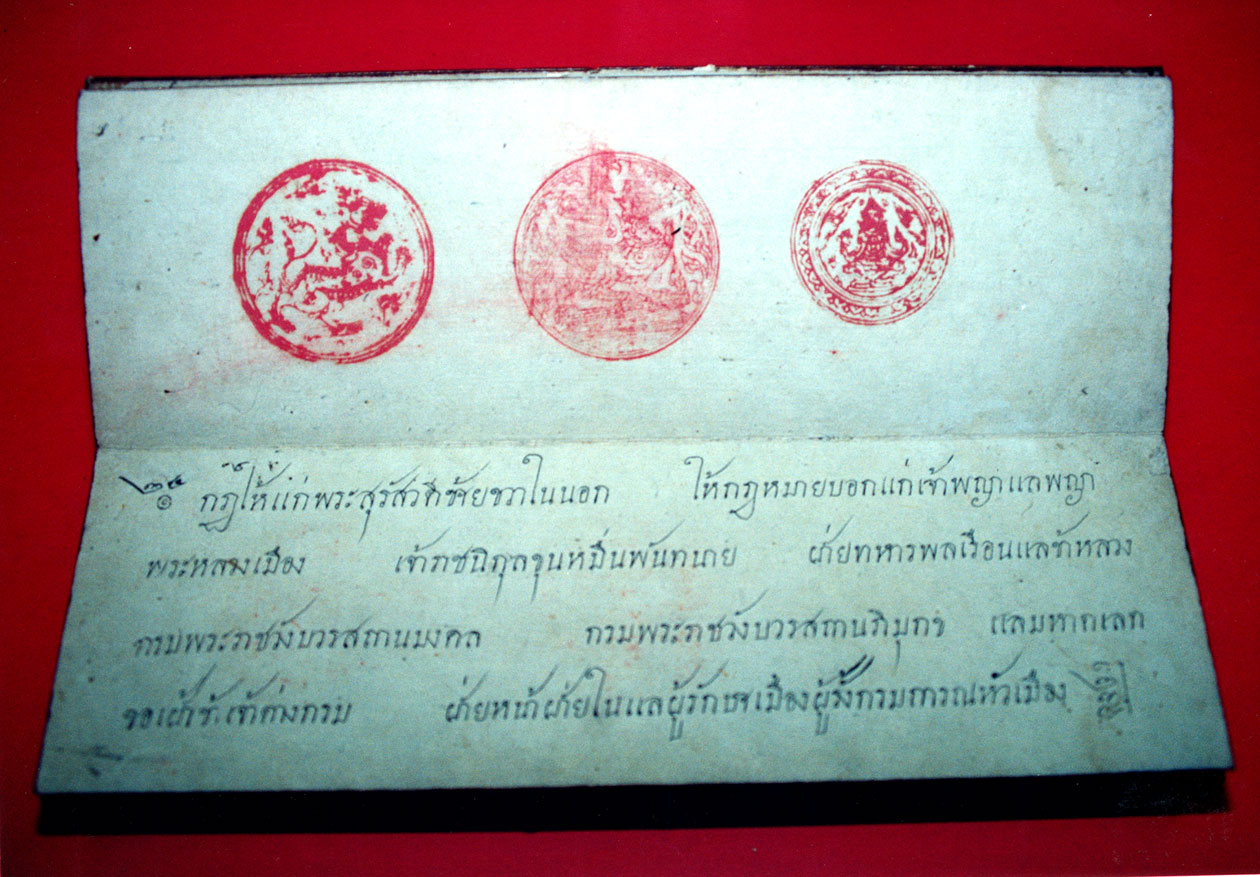
三印法宮廷禮儀篇的手抄本，可見上有印有作爲眾議院的「內政部」（มหาดไทย）、「迦羅洪」（กลาโหม）、「國庫」（พระคลัง）三各部門之印章。

1767年大城王朝淪陷之時，大部分有關暹羅法律的文獻都已流失。暹羅建國後，唯有從依靠尋找僅存的法律手稿為其模板，並以傳統上使用的印度摩奴法爲基準。當時暹羅的主要法律被稱爲“三印法”，來源於爲其所通過的法律通常上印有代表北方的“内政部”（มหาดไทย）、代表南方的“迦羅洪”（กลาโหม）、及代表經濟的“國庫”（พระคลัง）三個印記。在君主專政時期，泰王是唯一立法者，泰王所吩咐和講話會為宮廷書記記錄並銘刻為法律。
暹羅法律在當時並沒有一個統一的司法機構管理，而是零散地分配於與此法相關的部門分別負責。例如，與外貿紛爭的時間會由管理經濟、貿易的財政部（กรมคลัง）管理；而土地糾紛，便是管理土地分配和稅收的農事部（กรมนา）的負責範疇。内政部（มหาดไทย）作爲中央政府，有時候會查收管理涉及多個部門管理的事件，亦是維持上述法院的裁決。若是遇到十分荊手的問題時，一切事物將會由泰王負責裁決，所以在當時泰王主要還是作爲最高法院的裁決出席法庭。
普通法庭會議（由日常事務所致的衝突）會由兩套法律人員負責，分別是：皇家法院陪審團（皇家轉寫：Lukkun sa Khlong）和十二名擁有法律知識的高僧組成的陪審團。雖然僧人可能擁有更高深法律知識，不過鑒於他們作爲僧人的身份，他們僅被允許充當顧問，或者有時候作爲旁聽者出席法院裁決。若是需要處理更加嚴重如殺姦搶盜的刑事案件，那麽將會涉及治安部（กรมเวียง）屬下的警察。當時暹羅並沒有確立的刑事法典，做出判決後犯人所須服從的刑罰完全基於治安部的判斷，諸多駭人聽聞的刑罰猶如：「浸豬籠」、「釘刑」、「車裂」、「象刑」等。有時，當問題沒有解決時，被告被迫跳入水中或走進火中，以證明自己有罪或無罪。

### 引用
1. ↑  Lieberman, Victor.  Kindle. 2003: 295. ISBN 978-0521800860. "Siam's population must have increased from c. 2,500,000 in 1600 to 4,000,000 in 1800."
2. ↑  . web.nso.go.th. National Statistical Office. 2004  [14 January 2022]. （原始内容存档于2022-03-24）.
3. ↑  Thailand (Siam) History, CSMngt-Thai. 的存檔，存档日期2015-04-24.
4. ↑  . GlobalSecurity.org.   [2015-11-01]. （原始内容存档于2015-11-07）.
5. ↑  《增广印光法师文钞卷第一》
6. ↑  . © UNESCO World Heritage Centre.   [2015-11-21]. （原始内容存档于2017-06-14）.
7. ↑  . Encyclopædia Britannica.   [2015-11-21]. （原始内容存档于2015年11月21日）.
8. ↑  Damrong Rajanubhab, Prince. . Matichon. 1920. ISBN 978-974-02-0177-9 （泰语）.
9. ↑  Down Sampeng Lane: The Story of Bangkok's China Town 的存檔，存档日期2007-07-08.
10. ↑  Craig J. Reynolds (1920). . Cornel University., p. 33
11. ↑  . Encyclopædia Britannica.   [2015-11-21]. （原始内容存档于2015年11月21日）.
12. ↑  Baker, Christopher; Phongpaichit, Pasuk. . United Kingdom: Cambridge University Press. 2005. ISBN 0-521-81615-7., p. 27.
13. ↑   (PDF). Siamese-heritage.org.   [2015-09-27]. （原始内容存档 (PDF)于2016-03-04）.
14. 1 2  Dilokwanich, Malinee.  (PDF). Siamese Heritage: 78.   [2018-01-12]. （原始内容存档 (PDF)于2017-03-29）.
15. ↑  Wales, H. G. Quaritch. . London: Bernard Quaritch. 2005-04-14 [First published in 1931]  [2012-04-25].
16. ↑  Norman G. Owen. . National University of Singapore Press. 2005: 95  [2018-02-25]. ISBN 9971-69-328-3. （原始内容存档于2020-05-04）.
17. ↑  . Google Books.   [2015-11-21].
18. ↑  Nicholas Tarling. . Cambridge University Press. 1999: 584. ISBN 0-521-35505-2.
19. ↑  Tucker, Spencer. . Lexington: University Press of Kentucky. 1999: 15. ISBN 0813109663.
20. ↑   (PDF). Thailand Travel Information. 2TourThailand.com. 2011-08-15  [2011-08-15]. （原始内容存档于2016年3月4日）. Later, he left the monkhood and was royally appointed as Phraya Thukkharat in charge of official duties as an assistant to the city ruler.
21. ↑  . Tourism Authority of Thailand (TAT).   [2016-09-11]. （原始内容存档于2018-06-27）.
22. ↑  Chris Baker, Pasuk Phongpaichit. . Cambridge University Press. 2005: 32–33  [2018-02-24]. ISBN 0-521-81615-7. （原始内容存档于2021-08-07）.
23. ↑  Urban Council. . University of California. : 33.
24. ↑  Dhani Nivat, Prince.  (PDF). Journal of the Siam Society (Siam Society Heritage Trust). 1955, 43 (1)  [2013-01-17]. （原始内容存档 (PDF)于2016-10-18）. First page of the Law Code of 1805
25. 1 2 3  Nicholas Tarling. . Cambridge University Press. 1999. ISBN 0-521-35505-2.
26. ↑  A Brief History Of The Catholic Church In Thailand （页面存档备份，存于） - Society of St Pius X District of Asia, Oct 2002 by Fr. Surachai Chumsriphan
27. ↑  Christopher John Baker; Pasuk Phongpaichit. . Cambridge University Press. 2009: 31  [2016-08-09]. ISBN 978-0-521-76768-2.
28. ↑  . Cambridge.org. Cambridge Journals Online: 285. 1971  [2015-09-27]. （原始内容存档于2015-09-27）.
29. ↑   (PDF). สุจิตต์ วงษ์เทศ.   [2018-02-25]. （原始内容 (PDF)存档于2016-03-04）.
30. ↑  Liedtke, Marcel, , Norderstedt: Books on Demand GmbH, 2011  [2018-02-25], ISBN 978-3-8423-7029-6, （原始内容存档于2021-03-04）, p.57
31. ↑  2002 인간문화재제도설립관련운영지침(영문) （页面存档备份，存于）, UNESCO South Korean Data Centre
32. ↑  Roberts, Edmund. . . Harper & brothers. 2007-10-12: 300 [First published in 1837]  [2012-04-25].
33. ↑  Stern, Duncan.  (Column). A Slice of Thai History. Pattaya Mail. 2004-05-14  [2011-08-11]. （原始内容存档于2020-06-18）. This in turn helped Captain Henry Burney conclude a treaty of commerce with Thailand in June 1826.
34. ↑  David K. Wyatt.  2nd. Silkworm Books. 2004: 165.
35. ↑  Winichakul, Thongchai. Siam Mapped: A History of the Geo-Body of a Nation. Various pages from Chapter 2. University of Hawaii Press (1997). Web., p.40
36. 1 2  Bruce, Robert.  (PDF). Journal of the Royal Asiatic Society Hong Kong Branch. The University of Hong Kong Libraries Vol. 9. 1969  [2011-06-27]. （原始内容存档 (PDF)于2011-09-30）.
37. ↑  Pholsena, Vatthana. . Silkworm Books. 2007. ISBN 978-9749480502.
38. ↑  Macgregor, John. . White Lotus Co Ltd; 2 edition. 1994. ISBN 978-9748496252.
39. ↑  Charles F. Keyes (1997) The Golden Peninsula: Culture and Adaptation in Mainland Southeast Asia. University of Hawaii Press. ISBN 9780824816964, p. 104
40. ↑  Liedtke, Marcel, , Norderstedt: Books on Demand GmbH, 2011  [2018-06-27], ISBN 978-3-8423-7029-6, （原始内容存档于2022-04-05）, p. 57
41. ↑  'King's Ears Won't Hear Songs From "King and I"', Washington Post (28 June 1960), pg. C1.
42. ↑  Marguerite Higgins, 'Siam King Found Shy And Welfare-Minded', Washington Post (30 August 1951), pg. B11.
43. ↑  Lawrence Meyer, 'Court And "The King"', Washington Post (21 November 1972), pg. B2.
44. ↑  Landon v. Twentieth Century-Fox Film Corp., 384 F. Supp. 450 (S.D.N.Y. 1974), in Donald E. Biederman, Edward P. Pierson, Martin E. Silfen, Janna Glasser, Law and Business of the Entertainment Industries, 5th edition (Westport, Connecticut: Greenwood, 2006), pp. 349–356.
45. ↑  'Thailand bans "Anna and the King"' Archive.today的存檔，存档日期2012-07-09, Asian Economic News (3 January 2000). Accessed 29 August 2008.
46. ↑  Chris Baker, Pasuk Phongpaichit. . Cambridge University Press. : 282  [2018-02-24]. ISBN 0-521-81615-7. （原始内容存档于2021-08-07）.
47. ↑  Stowe, Judith. . United Kingdom: C. Hurst & Co. 1991. ISBN 0-8248-1394-4., p. 3
48. ↑  Duncan Stern. . Pattaya Mail (Pattaya: Pattaya Mail Publishing Co). May 14–20, 2004, XII (20)  [2011-08-11]. （原始内容存档于2020-06-18）. This in turn helped Captain Henry Burney conclude a treaty of commerce with Thailand in June 1826.
49. ↑  Wood, William A. R.  Paperback. Lightning Source Inc. 2001-10-01. ISBN 1931541108.
50. ↑  . Reurnthai.com.   [2012-02-03]. （原始内容存档于2018-07-02）.
51. ↑  Stowe, Judith. . United Kingdom: C. Hurst & Co. 1991. ISBN 0-8248-1394-4., p. 7
52. ↑  Kesboonchoo Mead, Kullada. . United Kingdom: Routledge Curzon. 2004. ISBN 0-415-29725-7.，第66–69页。
53. ↑  . The Times (36875) (London). 1902年9月17日. p. 7. 模板中使用了待废弃的参数
54. ↑  Vella, Walter Francis, and Dorothy B. Vella. . University of Hawaii Press. 1974: 126–175.
55. ↑   (PDF). Asia Report. 2007-10-23  [2015-09-27]. （原始内容 (PDF)存档于2012-02-29）.
56. ↑  Thongchai Winichakul, "The Quest for 'Siwilai': A Geographical Discourse of Civilizational Thinking in the Late Nineteenth and Early Twentieth-Century Siam," The Journal of Asian Studies 59, no. 3 (2000): 536.
57. ↑  Bing Soravij BhiromBhakdi. . The Siamese Collection.   [2017-04-18]. （原始内容存档于2016-10-27）.
58. ↑  Boontanondha, Thep. . Academia. Paper presented at the 8th Singapore Graduate Forum on SE Asian Studies.   [2016-07-07]. （原始内容存档于2019-09-19）.
59. ↑  Baker, Christopher; Phongpaichit, Pasuk. . United Kingdom: Cambridge University Press. 2005. ISBN 0-521-81615-7., p. 112
60. ↑  Stowe, Judith. . United Kingdom: C. Hurst & Co. 1991. ISBN 0-8248-1394-4., p. 1-2
61. ↑  Stowe, Judith. . United Kingdom: C. Hurst & Co. 1991. ISBN 0-8248-1394-4., p. 5
62. ↑  Terwiel, B.J. (2005) Thailand's Political History: From the Fall of Ayutthaya to Recent Times. River Books.
63. ↑  Pridi, Banomyong. . Translated and introduced by Christopher Baker and Pasuk Phongpaichit. Thailand: Silkworm books. 2000. ISBN 974-7551-35-7., Part II Chapter 7.
64. ↑  Stowe, Judith. . United Kingdom: C. Hurst & Co. 1991. ISBN 0-8248-1394-4., p. 20
65. ↑  Stowe, Judith A. (1990) Siam Becomes Thailand. Hurst & Company.
66. 1 2 3 4 5 6 7  Rabibhadana, Akin. . Cornell Thailand Project. 1969  [2024-09-22]. （原始内容存档于2024-09-22）.
67. 1 2 3 4  Marie-Sybille de Vienne. . Taylor & Francis. 2022. ISBN 9781000567625.
68. 1 2  Segaller, Denis. . Silkworm Books. 2005.
69. 1 2  Jory, Patrick. . Cambridge University Press. 2021.
70. 1 2  Habegger, Alfred. . University of Wisconsin Press. 2014. ISBN 9780299298333.
71. 1 2  Abbot Low Moffat. . Cornell University Press. 2019. ISBN 9781501742712.
72. 1 2  David K. Wyatt.  2nd. Silkworm Books. 2004.
73. 1 2  Bowring, John. . J.W. Parker. 1857.
74. 1 2  Low, James. . The Journal of the Indian Archipelago and Eastern Asia. 1851, 5.
75. 1 2  Winichakul, Thongchai. . University of Hawaii Press. 1997.
76. 1 2 3 4 5 6 7  Wales, Quaritch. . London: Bernard Quaritch Ltd. 1934.

### 延伸阅读
- Greene, Stephen Lyon Wakeman. Absolute Dreams. Thai Government Under Rama VI, 1910–1925. Bangkok: White Lotus, 1999.

[在维基数据编辑]